# Осада Милета
Осада Милета ― первая осада в Восточном походе и первое морское столкновение Александра Македонского с Державой Ахеменидов.
Во время битвы сын Пармениона Филота стал ключевой фигурой в том, чтобы помешать персидскому флоту найти безопасную стоянку. 
Милет был захвачен сыном Пармениона Никанором в 334 году до н. э.